# Сент-Геліна (Каліфорнія)
Сент-Геліна (англ. St. Helena) — місто (англ. city) в США, в окрузі Напа штату Каліфорнія. Населення — 5430 осіб (2020).

## Географія
Сент-Геліна розташований за координатами 38°30′15″ пн. ш. 122°28′4″ зх. д. / 38.50417° пн. ш. 122.46778° зх. д. (38.504045, -122.467732).  За даними Бюро перепису населення США в 2010 році місто мало площу 13,02 км², з яких 12,91 км² — суходіл та 0,11 км² — водойми.

### Клімат
| Клімат : Сент-Геліна                     | Клімат : Сент-Геліна | Клімат : Сент-Геліна | Клімат : Сент-Геліна | Клімат : Сент-Геліна | Клімат : Сент-Геліна | Клімат : Сент-Геліна | Клімат : Сент-Геліна | Клімат : Сент-Геліна | Клімат : Сент-Геліна | Клімат : Сент-Геліна | Клімат : Сент-Геліна | Клімат : Сент-Геліна | Клімат : Сент-Геліна |
| Показник                                 | Січ.                 | Лют.                 | Бер.                 | Квіт.                | Трав.                | Черв.                | Лип.                 | Серп.                | Вер.                 | Жовт.                | Лист.                | Груд.                | Рік                  |
| Абсолютний максимум, °C                  | 28,3                 | 30,0                 | 35,0                 | 36,7                 | 41,7                 | 43,3                 | 46,1                 | 44,4                 | 45,0                 | 40,0                 | 33,9                 | 28,3                 | 46,1                 |
| Середній максимум, °C                    | 13,7                 | 16,2                 | 18,6                 | 21,9                 | 25,6                 | 29,4                 | 32,1                 | 31,6                 | 29,9                 | 25,2                 | 19,0                 | 14,2                 | 23,1                 |
| Середній мінімум, °C                     | 2,4                  | 3,8                  | 4,6                  | 5,9                  | 8,2                  | 10,2                 | 11,2                 | 10,8                 | 9,5                  | 7,4                  | 4,6                  | 2,6                  | 6,8                  |
| Абсолютний мінімум, °C                   | −8,9                 | −6,1                 | −4,4                 | −2,8                 | −0,6                 | 2,2                  | 2,8                  | 3,3                  | 0,6                  | −5                   | −5                   | −11,7                | −11,7                |
| Норма опадів, мм                         | 193                  | 166                  | 110                  | 53                   | 22                   | 6                    | 1                    | 2                    | 7                    | 44                   | 100                  | 175                  | 879                  |
| Днів з опадами                           | 12                   | 11                   | 9                    | 6                    | 4                    | 1                    | 0                    | 1                    | 1                    | 4                    | 8                    | 11                   | 66                   |
| Днів з дощем                             | 9                    | 8                    | 7                    | 4                    | 2                    | 1                    | 0                    | 0                    | 1                    | 3                    | 5                    | 8                    | 47                   |
| ---------------------------------------- | -------------------- | -------------------- | -------------------- | -------------------- | -------------------- | -------------------- | -------------------- | -------------------- | -------------------- | -------------------- | -------------------- | -------------------- | -------------------- |
| Джерело: Western Regional Climate Center |                      |                      |                      |                      |                      |                      |                      |                      |                      |                      |                      |                      |                      |

## Демографія
Згідно з переписом 2010 року, у місті мешкало 5814 осіб у 2401 домогосподарстві у складі 1440 родин. Густота населення становила 447 осіб/км².  Було 2776 помешкань (213/км²).
Расовий склад населення:
| - 77,8 % — білих - 1,7 % — азіатів - 0,6 % — корінних американців - 0,4 % — чорних або афроамериканців - 0,2 % — вихідців з тихоокеанських островів - 16,8 % — осіб інших рас |

До двох чи більше рас належало 2,5 %. Частка іспаномовних становила 32,9 % від усіх жителів.
За віковим діапазоном населення розподілялося таким чином: 22,0 % — особи молодші 18 років, 58,7 % — особи у віці 18—64 років, 19,3 % — особи у віці 65 років та старші. Медіана віку мешканця становила 42,9 року. На 100 осіб жіночої статі у місті припадало 88,2 чоловіків;  на 100 жінок у віці від 18 років та старших — 84,9 чоловіків також старших 18 років.
Середній дохід на одне домашнє господарство  становив 120 939 доларів США (медіана — 85 083), а середній дохід на одну сім'ю — 133 603 долари (медіана — 102 197). Медіана доходів становила 60 652 долари для чоловіків та 60 114 долари для жінок. За межею бідності перебувало 11,4 % осіб, у тому числі 16,0 % дітей у віці до 18 років та 7,9 % осіб у віці 65 років та старших.
Цивільне працевлаштоване населення становило 2681 осіб. Основні галузі зайнятості: освіта, охорона здоров'я та соціальна допомога — 23,8 %, виробництво — 20,1 %, роздрібна торгівля — 9,6 %, будівництво — 9,2 %.